# Graubündner Kantonalbank
Graubündner Kantonalbank (GKB) — банк швейцарского кантона Граубюнден, входит в систему кантональных банков. Банк был основан в 1870 году.
По объёму активов GKB в 2022 году занимал 21-е место среди банков Швейцарии и 10-е место среди кантональных банков страны.
47,54 % акций банка принадлежит правительству кантона Граубюнден, остальные акции обращаются на Швейцарской бирже.

## История
Банк был основан в 1870 году. В апреле 1995 года банк разместил свои акции на Швейцарской бирже. В 1998 году был куплен контрольный пакет акций цюрихского банка Privatbank Bellerive AG.
В сентябре 2015 года банк заплатил 3,6 млн долларов Министерству юстиции США за прекращение расследования в отношении открытия счетов для сокрытия доходов граждан США от налогообложения. По состоянию на 2009 год в банке было 364 счетов граждан США на общую сумму $105,5 млн.

## Деятельность
Банк специализируется в основном на обслуживании частных клиентов и малого бизнеса. Предлагает банковские счета, инвестиционные и страховые продукты, инвестиционные консультации, кредиты, кредитные карты, управление активами. Сеть банка насчитывает 52 отделения и 76 банкоматов в кантоне Граубюнден. Банк является основным акционером двух других банков, Albin Kistler AG и Privatbank Bellerive AG. Правительство кантона Граубюнден является гарантом вкладов в банк.